# Nigel Short (šahist)
Nigel David Short, nositelj Reda Britanskog Carstva (Leigh, Engleska, 1. lipnja 1965.), engleski šahovski velemajstor, šahovski kolumnist, šahovski trener i komentator. Naslov velemajstora stekao je s 19 godina i FIDE ga je rangirala na treće mjesto svjetske ljestvice od siječnja 1988. do srpnja 1989. godine. Godine 1993. postao je prvi engleski igrač koji je igrao u dvoboju za svjetskog šahovskog prvaka. Izborio je mjesto izazivača Gariju Kasparovu na svjetskom prvenstvu u šahu 1993. u Londonu. Kasparov je pobijedio 12,5:7,5). Siječnja 2017. Short je najstariji igrač rangiran na ljestvici FIDE 100 najboljih igrača. Short je na 65. mjestu. Siječnja 2017. ima 2675 bodova. Najviši rejting je imao travnja 2004., 2712 bodova. 

## Dalnja literatura
- Chess News (1. lipnja 2005.), "Nigel Short turns forty", Chess News, ChessBase GmbH, preuzeto 5. ožujka 2015.
- Forbes, Cathy. 1993. Nigel Short: Quest for the Crown. Cadogan. ISBN 1-85744-048-X
- Lawson, Dominic. 1993. The Inner Game. Macmillan. ISBN 0-333-60949-2
- Short, David. 1982. Nigel Short, Chess Prodigy: His Career and Best Games. Faber & Faber. ISBN 0-571-11786-4

## Vanjske poveznice
- (engl.) Profil i partije na Chessgames.com
- (engl.) Profil i partije na Chess.com
- (engl.) Partije Nigela Shorta na 365Chess.com